# Doto Biteko
Doto Mashaka Biteko (* 30. Dezember 1978) ist ein tansanischer Politiker der Chama Cha Mapinduzi (CCM), der seit 2019 Minister für Bergbau ist.

## Leben

### Studien, Lehrer und Gewerkschaftsfunktionär
Doto Mashaka Biteko besuchte zwischen 1988 und 1994 die Nyaruyeye Primary School und erwarb dort ein Certificate of Primary Education Examination (CPEE). Im Anschluss besuchte er von 1995 bis 1998 die Sengerema Secondary School, die er mit einem Certificate of Secondary Education Examination (CSEE) beendete. Er war danach von 1999 bis 2001 Absolvent des Katoke Teachers College und schloss dieses mit einem Certificate Grade III A ab. Im Anschluss war er zwischen 2002 und 2013 als Lehrer im Distrikt Geita tätig. Neben seiner Lehrertätigkeit besuchte er zwischen 2002 und 2004 das Butimba Teachers College, an dem er ein Certificate Theatre Art erwarb. Nach dem Besuch des Butimba Technical von 2004 bis 2005 erwarb er zudem ein Advanced Certificate of Secondary Education Examination (ACSEE) und war 2005 Mitglied des Rates des Jugendverbandes der Chama Cha Mapinduzi (CCM) im Distrikt Geita. Nach dem Besuch des Morogoro Teachers College zwischen 2005 und 2007 ein weiteres Diplom. 2007 begann er ein Studium im Fach Pädagogik an der St.-Augustinus-Universität Tansania (SAUT), welches er 2010 mit einem Bachelor in Education (BEd) beendete. Während dieser Zeit war er 2007 für die SAUT auch Mitglied im Nationalen Exekutivkomitee der CCM.
Biteko engagierte sich des Weiteren von 2010 bis 2012 als Vorsitzender der Lehrergewerkschaft TTU (Tanzania Teachers’ Union) im Distrikt Geita. Im Anschluss begann er 2011 ein postgraduales Studium an der St.-Augustinus-Universität Tansania und schloss dieses 2013 mit einem Master ab. Daneben fungierte er zwischen 2012 und 2015 als Vorsitzender der Tanzania Teachers’ Union in der Region Geita sowie 2012 als Vorsitzender des Elternverbandes der CCM in dieser Region. Darüber hinaus erwarb er 2013 ein Zertifikat im Fach Bildungsmanagement der Chinesischen Volksuniversität in Peking und war im Anschluss zwischen 2013 und 2015 als Beamter für Hochschulbildung in der Verwaltungsbehörde des Distrikts Nyang'hwale tätig.

### Abgeordneter und Minister
2015 wurde Doto Biteko für die CCM erstmals Mitglied der Nationalversammlung, der sogenannten Bunge, und gehört dieser nach seiner Wiederwahl 2020 seither als Vertreter des Wahlkreises Bukombe an. Zu Beginn seiner Parlamentszugehörigkeit war er zwischen 2015 und 2018 Vorsitzender des Ausschusses für Energie und Mineralien (Energy and Minerals Committee) sowie zudem auch Mitglied des Lenkungsausschusses (Steering Commitee).
Nachdem er von 2017 bis 2019 Vize-Minister für Mineralien war, wurde Biteko am 19. Januar 2019 als Nachfolger von Angellah Kairuki Minister für Mineralien (Minister of Minerals) im ersten Kabinett von Staatspräsident John Magufuli. Diesen Posten übernahm er vom 5. Dezember 2020 bis zum Tode des Präsidenten am 18. März 2021 auch im zweiten Kabinett Magufuli sowie in der seither amtierenden Regierung der bisherigen Vizepräsidentin Samia Suluhu Hassan.